# Águilas de Piedras Negras
Las Águilas de Piedras Negras fue un equipo que participó en el Circuito de Básquetbol del Noreste con sede en Piedras Negras, Coahuila, México.

## Historia

### Inicios
Las Águilas de Piedras Negras ingresaron al CIBANE en el 2010, y juegan sus partidos de local en el Gimnasio "Santiago V. González".

### Actualidad
En la Temporada 2011, las Águilas quedaron en la sexta posición en su segunda incursión en el circuito.

## Jugadores

### Roster actual
Temporada 2012
Por definir.